# Oratorio di Sant'Antonio Abate (Montisi)
L'oratorio di Sant'Antonio Abate, anche conosciuto come chiesa della Compagnia, è un luogo di culto cattolico che si trova a Montisi, frazione di Montalcino.

## Storia
La chiesa fu costruita nel XIV secolo e nel 1555 affidata alla confraternita di Sant'Antonio (istituita nel 1546 e affiliata a quella del Corpus Domini della basilica di Santa Maria sopra Minerva a Roma), che ricadeva sotto la giurisdizione della parrocchia delle Sante Flora e Lucilla e che nel 1757 cambiò titolo in compagnia del Santissimo Sacramento (o del Corpus Domini), stringendo un gemellaggio con quella analoga che officiava presso la basilica di Santa Maria ad Martyres di Roma.
Nel 1616 furono ricostruiti il campanile e la facciata; nel 1773 l'interno fu oggetto di un radicale intervento di restauro in chiave barocca, con l'innalzamento delle pareti e la realizzazione della volta e degli stucchi. Negli anni 2000-2003, sia l'oratorio, sia i locali della confraternita sono stati interessati da un importante restauro conservativo. Al termine di questo, negli ambienti retrostanti la chiesa e nella cripta, è stata allestita un'esposizione permanente di arte sacra.

## Descrizione

### Oratorio

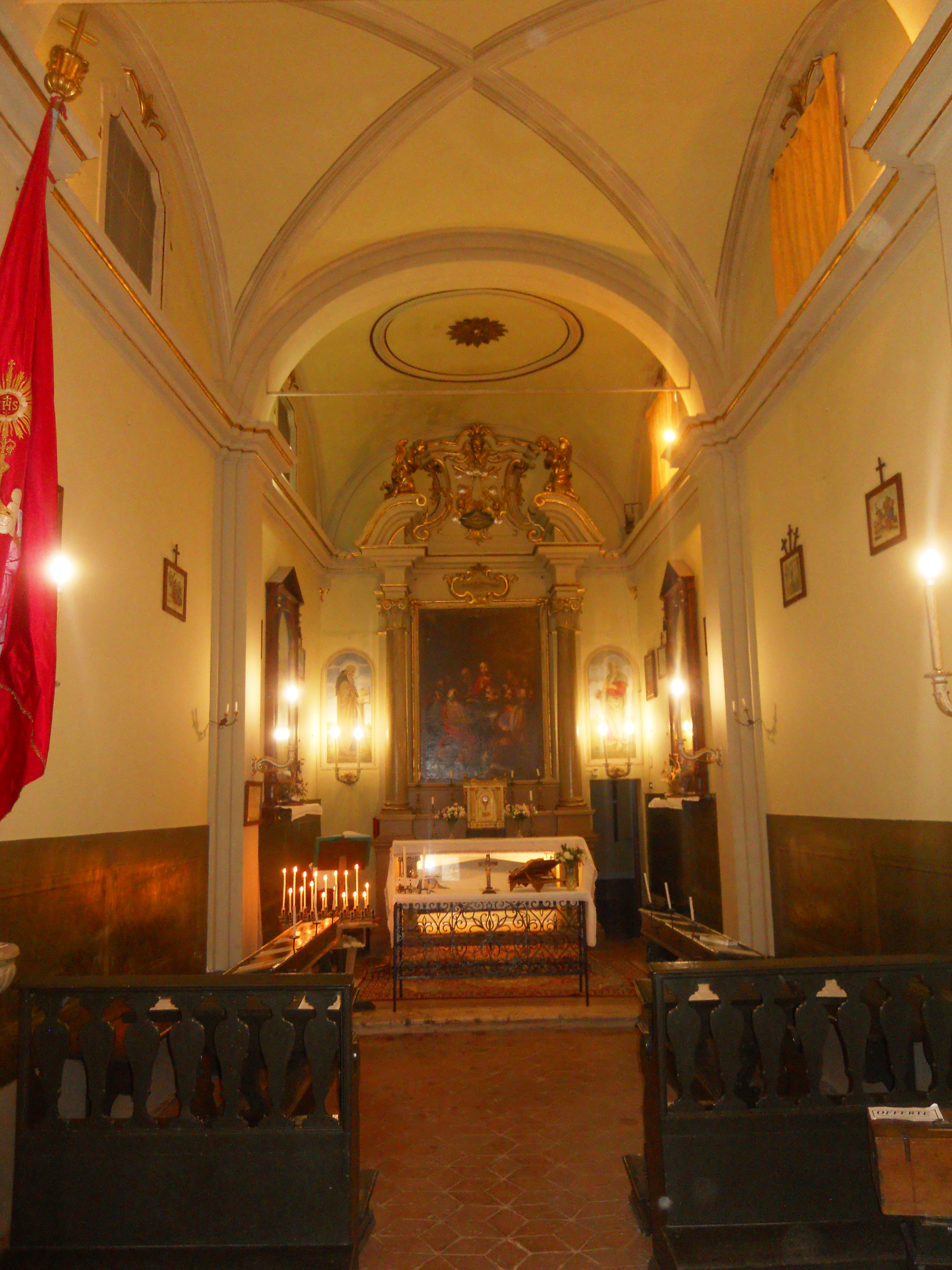
Interno

L'oratorio dà su via Umberto I, nei pressi della confluenza in quest'ultima di via del Castello, con la facciata, intonacata color ambra con elementi decorativi grigi; al centro di essa, al di sopra del portone, si apre un piccolo rosone circolare. Sulla parte posteriore della chiesa vi è il campanile a vela in mattoncini a due fornici, ciascuna delle quali ospita una campana con azionamento manuale (le note delle due campane sono: La3 e Do#4), edificato nel 1616.
L'interno dell'oratorio è a navata unica divisa da lesene quadrangolari in tre campate; le prime due sono coperte con volta a crociera, mentre l'ultima, corrispondente al presbiterio, con volta a vela. Lungo le pareti della seconda campata trovano luogo le panche lignee dipinte di verde scuro riservate ai membri della confraternita; sulla parete di sinistra, entro una teca, è alloggiato uno stendardo del XV secolo, attribuito alla scuola di Giovanni di Paolo, con raffigurati Gesù in croce tra la Madonna e san Giovanni evangelista (sul davanti) e la Flagellazione di Gesù (sul retro). L'ultima campata ospita il presbiterio, rialzato di un gradino rispetto al resto della chiesa, con a ridosso della parete fondale l'altare; mentre sotto la mensa vi è una statua lignea processione di Cristo morto (XVII secolo), al centro dell'ancona, decorata con fastosi stucchi dorati, vi è il dipinto di Astolfo Petrazzi raffigurante l'Ultima Cena. Sulle due pareti laterali, entro nicchie lignee, vi sono le statue ottocentesche dell'Addolorata (a sinistra) e dell'Ecce Homo (a destra); ai lati dell'altare, sulla parete di fondo, due dipinti raffiguranti Sant'Antonio abate (a sinistra) e San Bartolomeo (a destra), del XX secolo.

### Locali annessi

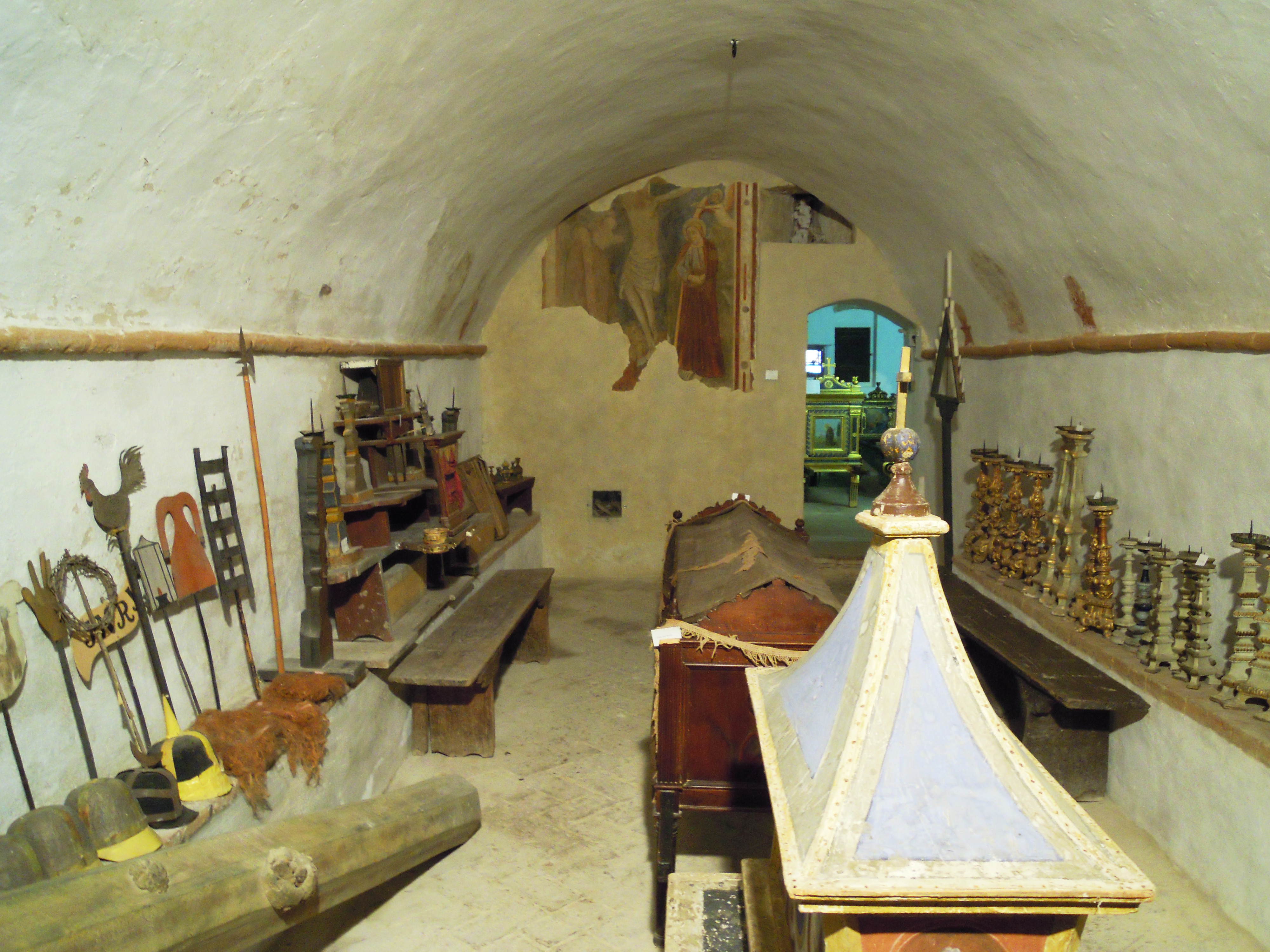
La cripta

Nei locali annessi è allestita permanentemente un'esposizione di oggetti di arte sacra, che si articola in vari ambienti. Nella sacrestia sono raccolte suppellettili liturgiche; nella soprastante sala della confraternita, vi sono uno stendardo processionale dipinto, alcuni messali antichi e la statua processionale della Madonna dei Sette Dolori.
Al di sotto della chiesa trova luogo la cripta, costituita da un unico ambiente a pianta rettangolare, con volta a botte ogivale; sulla parete fondale vi è parte di un affresco del XIV secolo raffigurante Gesù crocifisso, mentre ai lati della scalinata che la collega con l'esterno vi sono le statue di San Bartolomeo e Sant'Antonio Abate, precedentemente nella chiesa. Nel locale annesso vi sono due cataletti dipinti del XVIII secolo ed oggetti processionali.